# 나의 독재자
《나의 독재자》(영어: My Dictator)는 2014년에 개봉한 대한민국의 영화이다.

## 캐스팅

### 주요 인물
- 설경구 : 김성근 역
- 박해일 : 김태식 역
- 윤제문 : 오 계장 역
- 이병준 : 허 교수 역
- 류혜영 : 손여정 역
- 이규형 : 이철주 역
- 배성우 : 백 사장 역

### 기타 인물
| - 박민수 : 어린 태식 역 - 손영순 : 성근 노모 역 - 손상경 : 덩치 역 - 전국환 : 대통령 역 - 이준혁 : 기철 역 - 김세동 : 연극 선배 역 - 정해균 : 리어왕 역 - 장현석 : 켄트 역 - 신철진 : 마을이장 역 - 김경범 : 상황실장 역 - 민경진 : 교장 역 - 이화정 - 박재철 : 복도 안내병 역 - 박지환 : 고문팀장 역 - 홍기준 : 전기고문 역 - 허형규 : 물고문 역 - 김동희 : 꽃분이남 역 - 정영기 : 오디션 스탭 역 - 안병식 : 합격발표 점퍼남 역 - 이국호 : 버스 점퍼남 역 - 윤세현 : 시위학생 역 | - 고서희 : 다방언니 역 - 김철무 : 또다른 김일성 역 - 정인겸 : 연극 연출 역 - 배유람 : 연극 조연출 역 - 성유빈 : 중학생 태식 역 - 김자영 : 요양원장 역 - 장소연 : 요양원 간호사 역 - 김영웅 : 마트주임 역 - 허준석 : 신경외과 의사 역 - 채수빈 : 배꼽티녀 역 - 이신성 : 상황실 직원 역 - 남연우 : 오디션 배우 역 - 윤진하 : 오디션 배우 역 - 이현걸 : 상병 역 - 남윤호 : 청와대 경호원 역 - 윤소미 : 유치원선생님 역 - 신문성 : 담임 역 - 권혁 : 오계장 수행원 역 - 김강현 : 병장 역 (특별출연) - 박영서 : 중국집 배달원 역 (특별출연) |